# Президентська кампанія Майка Пенса 2024
Президентська кампанія Майка Пенса 2024 року була офіційно запущена 5 червня 2023 року, коли Майк Пенс, колишній віце-президент Сполучених Штатів, подав документи для участі в президентських виборах у Сполучених Штатах 2024 року. Пенс офіційно оголосив про свою кандидатуру на свій 64-й день народження, 7 червня 2023 року

## Передумови
У жовтні 2021 року опитування республіканців щодо кандидата в президенти у 2024 році показали, що Пенс міг би розпочати кампанію як кандидат на посад Президента США, якщо колишній президент Трамп відмовиться балотуватися. Водночас це опитування свідчило про стрімке зниження рейтингу Пенса у випадку, якщо Трамп спробує повернутися до Білого Дому. У світлі цього як серед лідерів республіканців, так і серед посполитих республіканців була поширена думка, що «Кандидатура Пенса безперспективна на початку 2024 року».
У травні 2022 року The New York Times повідомила, що Пенс розглядає можливість балотуватися в президенти незалежно від того, чи вирішив Трамп балотуватися на другий термін. З моменту відходу з посади віце-президента Пенс дистанціювався від спроб Трампа поставити під сумнів офіційні результати президентських виборів 2020 року та виступав із гучними промовами в штатах, які першими проводять республіканські праймаріз. Пенс також відхрестився від Трампа, підтримавши кандидатів на кількох праймаріз від Республіканської партії на противагу кандидату, якого підтримав Трамп. На праймаріз на посаду губернатора Джорджії Пенс підтримав чинного губернатора Браяна Кемпа, а не кандидата, який підтримував Трамп, колишнього сенатора Девіда Пердью. Це було описано як «проксі-битва» між Пенсом і Трампом, причому кандидат Пенса Кемп легко переміг на тих праймаріз. У 2022 році на виборах губернатора Аризони Пенс підтримав Каррін Тейлор Робсон, а Трамп підтримав Кері Лейк. У 2022 році на виборах губернатора Вісконсина Пенс підтримав колишнього віце-губернатора Ребекку Кліфіш, тоді як Трамп підтримав бізнесмена Тіма Міхельса.
У жовтні 2022 року Пенс засудив «безпринципний популізм» і «апологетів Путіна» в Республіканській партії. У грудні 2022 року повідомлялося, що Пенс подав документи, щоб балотуватися в президенти на виборах президента США 2024 року проти Трампа на праймеріз Республіканської партії 2024 року. Пізніше повідомлялося, що подання не відбулося.
У 2023 році Пенс критикував Трампа, особливо щодо штурму Капітолія 6 січня 2021 року. Виступаючи на заході клубу Gridiron, на якому були присутні політики та журналісти, Пенс сказав, що Трамп був не правий, припускаючи, що Пенс як тодішній віце-президент США мав право скасувати результати президентських виборів 2020. Пенс пішов далі, сказавши, що слова Трампа не лише поставили під загрозу Пенса, але і його родину та всіх у Капітолії. Вважалося, що велика частина риторики була прелюдією для потенційного балотування Пенса від Республіканської партії на виборах 2024 року.

## Оголошення про балотування
31 травня 2023 року CNN повідомило, що Пенс офіційно оголосить про свою кандидатуру у свій 64-й день народження, 7 червня
Пенс офіційно висунув свою кандидатуру 5 червня 2023 року, коли подав документи до Федеральної виборчої комісії (FEC), щоб балотуватися.

## Україна
29 червня 2023 кандидат в Президенти Майк Пенс без попереднього оголошення відвідав Україну, де зустрівся, зокрема, з Президентом Зеленським і заявив:
«Я тут, тому що важливо, щоб американський народ розумів прогрес, якого ми досягли, і наскільки підтримка української армії відповідає нашим національним інтересам. Я щиро вірю, що зараз, як ніколи, нам потрібні лідери в нашій країні, які чітко формулюватимуть важливість американського лідерства у світі … Ми дозволимо виборцям і політиці подбати про себе, але для мене було важливо бути тут, щоб краще зрозуміти, що пережив народ України, безглузде насильство, яке було вчинене проти нього під час неспровокованого вторгнення Росії … Це зміцнило мою рішучість і допомагатиме мені після повернення додому у розмовах з американським народом про життєву важливість американської підтримки для відсічі російській агресії».
Пенс в ході візиту 29 червня 2023 відвідав окрім Києва також Ірпінь, Бучу і Мощун..